# 第301飛行隊 (航空自衛隊)
第301飛行隊（だい301ひこうたい、301st Tactical Fighter Squadron）は、航空自衛隊北部航空方面隊第3航空団隷下の戦闘機部隊である。三沢基地に所属し、F-35A戦闘機を運用し、連絡機にはT-4を運用する。

## 概要

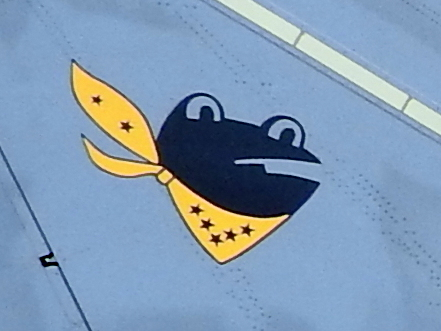
第301飛行隊部隊マークのカエル（2016年-2020年）

1972年（昭和47年）8月1日に百里基地で臨時F-4EJ飛行隊が編成され、マクドネル・ダグラス社から輸入した最初のF-4EJ戦闘機2機が配備された。1973年（昭和48年）10月16日にF-4EJ戦闘機の1番目の飛行隊（マザースコードロン）として、第7航空団隷下に「第301飛行隊」として新編された。
1985年（昭和60年）3月2日、新田原基地の第5航空団隷下の第204飛行隊がF-104J/DJからF-15J/DJへの機種更新に伴い百里基地へ移動となり、入れ替わる形で新田原基地の第5航空団へ移動。1991年（平成3年）4月には、F-4EJ改戦闘機に機種更新された。
F-4EJ改の減少に伴い、管理の一元化を行うとともに南西方面への戦術強化を図るため、2016年（平成28年）10月に、F-15Jを装備する第305飛行隊と入れ替わる形で、再び百里基地に移駐した。
部隊マークはマフラーをした「カエル」で、百里基地付近にある筑波山名物のガマの油売りに由来するガマガエルをモチーフにしており、「無事に帰る」との意味もこめている。マフラーの星の数は、所属航空団を示し、2020年12月15日現在、第3航空団所属のため「3」個となっている。かつては第7航空団を示す「7」、第5航空団時代を示す「5」になっていた（但し第7航空団時代のマフラーの星の位置は、編成当初と２回目の配置時代とでは若干異なる）。
2020年度にF-35への機種改編と三沢基地へ移駐することが予定され、12月15日に移駐が完了した。
かつてはF-4機種転換操縦課程（操縦者教育）と対領空侵犯措置任務に基づく実働任務の両方を任務としていた。

## 沿革
- 1972年（昭和47年）8月1日：百里基地において臨時F-4EJ飛行隊編成[6]。
- 1973年（昭和48年）
  - 5月1日：鹿島灘沖で試験運用飛行中のF-4EJが空中爆発を起こして墜落[7]。
  - 10月16日：臨時F-4EJ飛行隊から第301飛行隊へ改編し、第7航空団隷下で編成完結式[6]。
- 1976年（昭和51年）1月19日：部隊マーク制定[7]。
- 1978年（昭和53年）
  - 10月31日：F-4EJでの対領空侵犯措置任務開始[6]。
  - 12月15日：第301飛行隊初のホットスクランブル[7]。
- 1979年（昭和54年）
  - 7月6日：鹿島灘上空で対戦闘機戦闘訓練中のF-4EJ一機が墜落。乗員2人はパラシュートで脱出して無事[8]。
  - 10月15日 - 10月16日：航空総隊対戦闘機戦闘競技会F-4部門優勝[9]。
- 1980年（昭和55年）11月10日 - 11月11日：航空総隊対戦闘機戦闘競技会F-4部門優勝[10]。
- 1985年（昭和60年）
  - 2月27日：新田原基地へ移動[6]。
  - 3月2日：第5航空団隷下へ編入[6]。
- 1991年（平成03年）
  - 4月18日：機種をF-4EJからF-4EJ改へ更新開始[7]。
  - 6月6日：機種をT-33AからT-4へ更新開始。
- 1992年（平成04年）7月20日 - 7月23日：航空総隊戦技競技会F-4部門優勝[11]。
- 1999年（平成11年）5月21日 - 6月2日：航空総隊戦技競技会FI（要撃）部門優勝[12]。
- 2000年（平成12年）6月13日 - 6月16日：航空総隊戦技競技会FI部門優勝[13]。
- 2002年（平成14年）5月20日 - 5月23日：航空総隊戦技競技会FI部門優勝[14]。
- 2003年（平成15年）10月15日：部隊創設30周年記念式典を実施[7]。
- 2007年（平成19年）11月28日：F-4EJ改用途廃止開始。
- 2016年（平成28年）10月31日：百里基地へ移動。再び第7航空団隷下へ編入。
- 2020年（令和02年）
  - 12月10日：F-4EJ改ラストフライト。
  - 12月15日：F-4EJ改の運用終了。F-35Aへの機種改編に伴い、三沢基地へ移駐し[4]、第3航空団隷下へ編入。

## 歴代運用機
- 戦闘機
  - F-4EJ（1973年 - 2001年）
  - F-4EJ改（1991年 - 2020年）
  - F-35A（2020年 - ）
- 連絡機
  - T-33A（1973年 - 1993年 ）
  - T-4（1991年 - ）

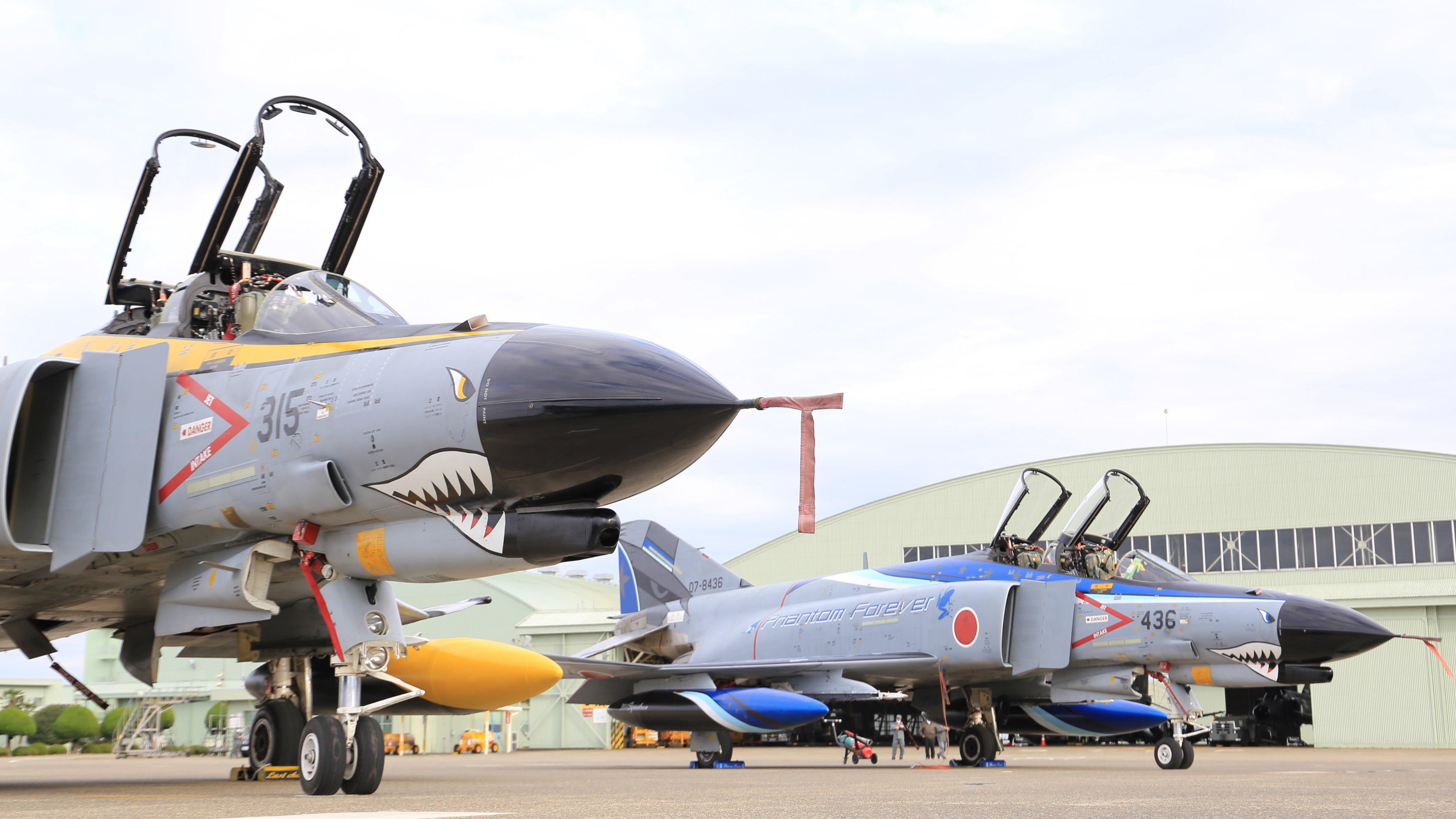
F-4退役記念塗装機
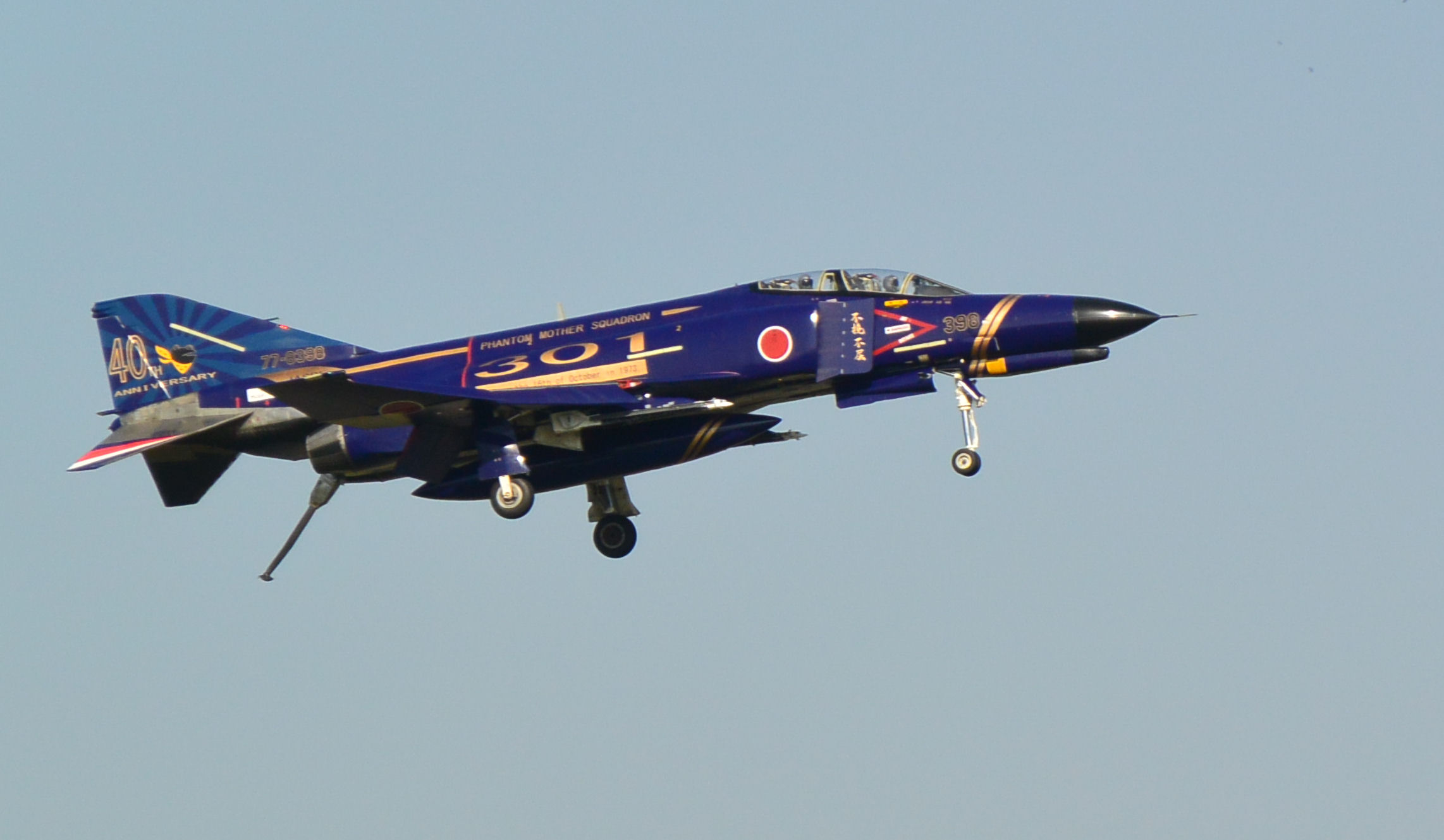
第301飛行隊40周年記念塗装のF-4EJ改（2013年）

## 登場作品
『原子力空母信濃』
鳴海章作品。原子力空母「信濃」の艦載機部隊として、第301飛行隊が登場する。
『エウレカセブンAO』
新田原基地の所属部隊として登場。時代設定が2025年であるためか、運用機体がF-4EJ改からF-15Jに更新されている。